# Верхні Кайракти
Верхні Кайракти́ (каз. Жоғарғы  Қайрақты) — село у складі Шетського району Карагандинської області Казахстану. Входить до складу Нижньокайрактинського сільського округу.
Населення — 37 осіб (2021; 244 у 2009, 611 у 1999).
Засновано 1991 року як селище міського типу. До 2007 року село мало статус селища.